# Piuí negrós
El piuí negrós (Contopus nigrescens) és un ocell de la família dels tirànids (Tyrannidae).

## Hàbitat i distribució
Habita els boscos de l'est d'Equador i nord del Perú, a les muntanyes del sud de Guyana i est de Brasil al nord de Pará i nord de Maranhão.